# Kolbano
Kolbano ist ein indonesischer Distrikt (Kecamatan) im Westen der Insel Timor.

## Geographie
| „Dorf“ (Desa) | Fläche    | Einwohner | Bevölkerungs- dichte |
| ------------- | --------- | --------- | -------------------- |
| Kolbano       | 10,45 km² | 2.016     | 193                  |
| Noesiu        | 3,26 km²  | 594       | 182                  |
| Südpene       | 8,52 km²  | 1.524     | 179                  |
| Oetuke        | 9,77 km²  | 1.297     | 133                  |
| Babuin        | 14,73 km² | 2.159     | 147                  |
| Oeleu         | 15,19 km² | 2.536     | 167                  |
| Sei           | 9,17 km²  | 1.897     | 207                  |
| Nununamat     | 10,36 km² | 2.249     | 217                  |
| Pana          | 8,17 km²  | 1.468     | 180                  |
| Haunobenak    | 8,51 km²  | 1.091     | 128                  |
| Ofu           | 9,19 km²  | 1.681     | 183                  |
| Spaha         | 1,38 km²  | 894       | 648                  |

Der Distrikt befindet sich im Süden des Regierungsbezirks Südzentraltimor (Timor Tengah Selatan) der Provinz Ost-Nusa-Tenggara (Nusa Tenggara Timur) an der Küste der Timorsee. Das Meer befindet sich im Südosten des Distrikts. Im Südwesten liegt der Distrikt Kualin, im Westen Kuan Fatu, im Norden Zentral-Amanuban (Amanuban Tengah) und Kie und im Osten Kot’olin.
Kolbano hat eine Fläche von 108,70 km² und teilt sich in die zwölf Desa Kolbano, Noesiu, Südpene (Pene Selatan), Oetuke, Babuin, Oeleu, Sei, Nunuamat, Pana, Haunobenak, Ofu und Spaha. Kolbano, Noesiu, Oetuke, Nununamat und Spaha liegen am Meer. Die Desa teilen sich wiederum in insgesamt 37 Dusun (Unterdörfer) auf. Der Verwaltungssitz befindet sich in Kolbano.  Das höchstgelegene Dorf des Distrikts ist Ofu, das auf einer Höhe von 909 m über dem Meer liegt. Das tropische Klima teilt sich, wie sonst auch auf Timor, in eine Regen- und eine Trockenzeit. Der meiste Regen fällt im Dezember, während Juli bis Oktober trocken bleiben. 2017 registrierte man 143 Regentage, die in dem Jahr eine Gesamtniederschlagsmenge von 1.907 mm brachten.

## Flora
Im Distrikt finden sich unter anderem Vorkommen von Teak und Mahagoni.

## Einwohner
2017 lebten in Kolbano 19.406 Einwohner. 9543 waren Männer, 9.863 Frauen. Die Bevölkerungsdichte lag bei 178 Personen pro Quadratkilometer. Im Distrikt gibt es drei katholische und 38 protestantische Kirchen und Kapellen und eine Moschee.

## Wirtschaft, Infrastruktur und Verkehr
Die meisten Einwohner des Distrikts leben von der Landwirtschaft. Als Haustiere werden Rinder (4.423), Schweine (9.711), Ziegen (1.931) und Hühner (21.324) gehalten. Auf 838 Hektar wird Mais angebaut, auf 45 Hektar Reis und auf 152 Hektar Maniok. Weitere landwirtschaftliche Produkte sind Zwiebeln, Kohl, Bohnen, Tomaten, Mangos, Tangerinen, Orangen, Guaven, Papayas, Bananen, Jackfrüchte und Sirsak.
In Kolbano gibt es 23 Grundschulen, sieben Mittelschulen und drei weiterführende Schulen. Zur medizinischen Versorgung stehen zwei kommunale Gesundheitszentren (Puskesmas) in Kolbano und in Sei und fünf medizinische Versorgungszentren (Puskesmas Pembantu). Im Distrikt sind insgesamt zwei Ärzte, 13 Hebammen und 16 Krankenschwestern ansässig.